# 锡塔德-赫伦
锡塔德-赫伦（荷蘭語：Sittard-Geleen，荷蘭語發音：[ˌsɪtɑrt xəˈleːn] ⓘ）是荷蘭的一個市鎮，位於荷蘭東南部，在行政區劃上屬於林堡省。锡塔德-赫伦設立於2001年，由三個市鎮合併而成。

## 外部連結
- 维基共享资源上的相關多媒體資源：锡塔德-赫伦
- Official website （页面存档备份，存于）